# エルヴェ・モラン

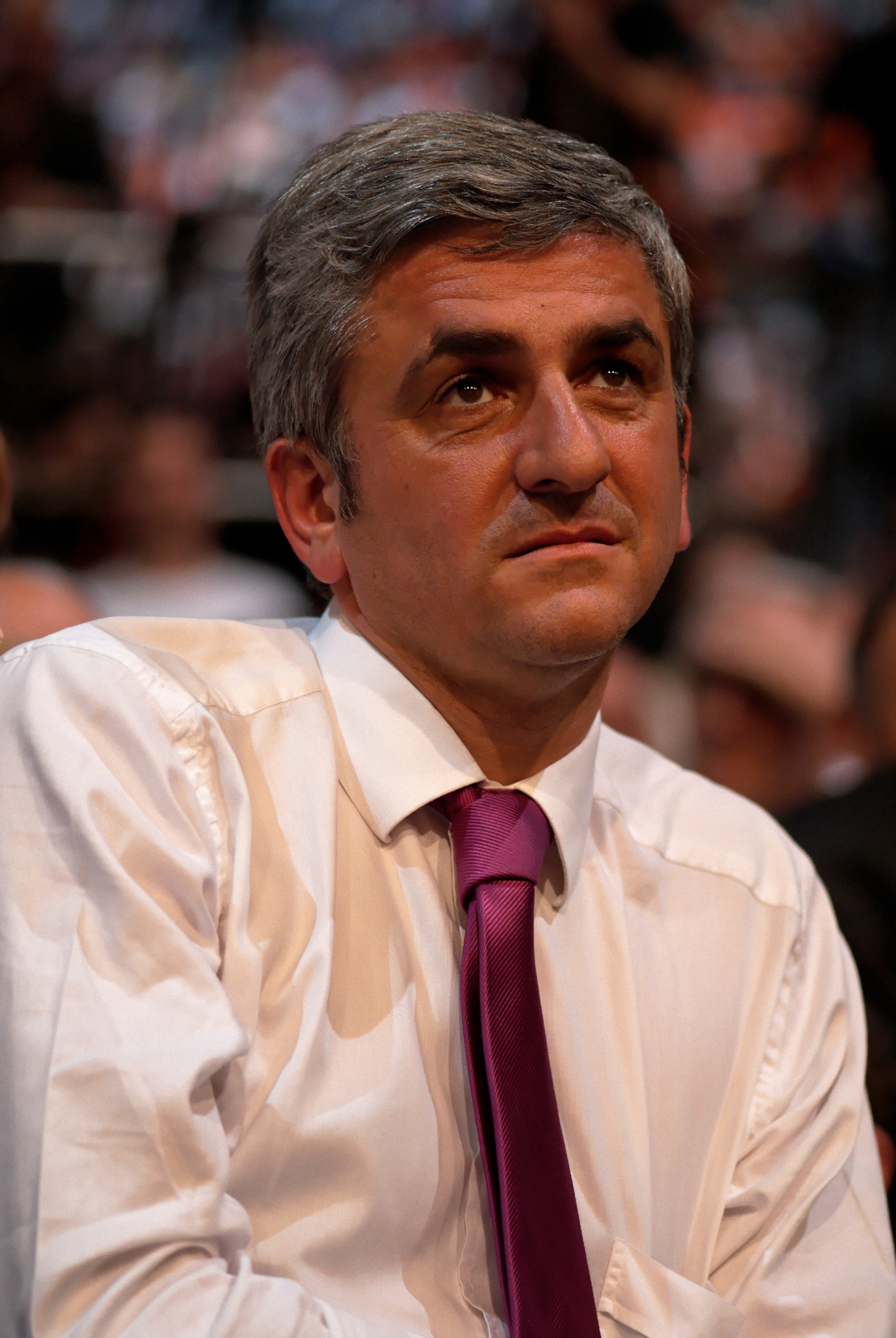
エルヴェ・モラン（2007年4月18日撮影）

エルヴェ・モラン（Hervé Morin、1961年3月4日 - ）は、フランスの政治家。現在、ノルマンディー地域圏知事。
ウール県ポン・オードメール Pont-Audemer出身。ノルマン系。フランス民主連合（UDF）の副議長（副党首）兼スポークスマンとして2007年フランス大統領選挙では、フランソワ・バイル陣営にあったが、選挙後、フランソワ・フィヨン内閣の国防相として入閣した。馬主として競走馬の所有もしている。

## 経歴・人物
2002年6月16日下院国民議会議員にノルマンディー地方ウール県第3区から立候補し、当選する。議会ではフランス民主連合に所属し同会派の指導者となる。2007年大統領選挙後、より中道に傾斜しフランス社会党との同盟を目論んだバイルは、中道新党、民主運動（MoDem）を結成する。
これに対して、モランはUDF党内がニコラ・サルコジの国民運動連合よりであることを理由に、バイルとたもとを分かち、UDFの中道右派（のちの新党、新中道 Nouveau Centre）はサルコジ支持に回った。
私生活では、弁護士であるカトリーヌ夫人との間に、双子の男の子がいる。目標とする政治家は、シャルル・ド・ゴールとピエール・マンデス・フランスである。

## 主な所有馬
- Literato / リテラト（共有で所有、2007年 チャンピオンステークス）